# Kuna von Zbraslav und Kunstadt

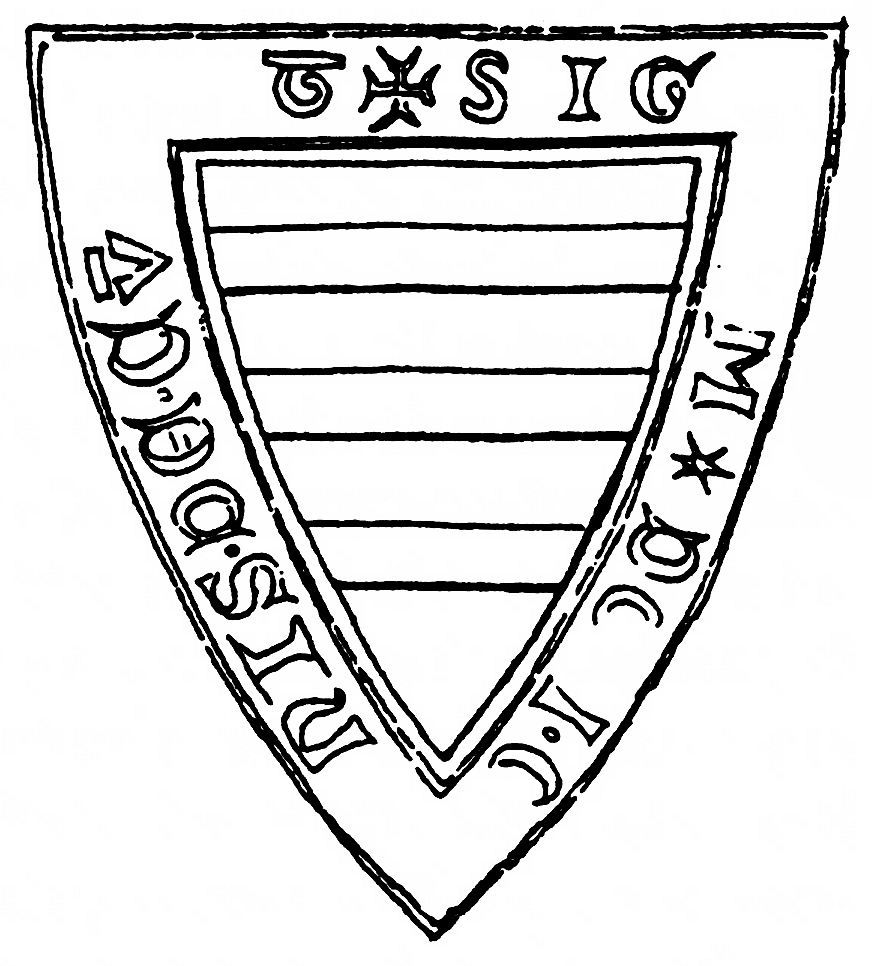
Siegel des Kuna

Kuna von Zbraslav und Kunstadt (auch Kuno von Zbraslav und Kunstadt; tschechisch Kuna ze Zbraslavi a Kunštátu ; † 1295) war ein mährischer Adliger. 1253–1262 war er Burggraf von Veveří, 1258–1262 Marschall von Mähren und 1267–1277 Kämmerer von Olmütz. Für 1278 ist er als Burggraf von Vranov, für 1279 als Burggraf von Hradec belegt, wo er erstmals das Prädikat „von Kunstadt“ benutzte. Namensgebend für das Prädikat war das von ihm gegründete Kunstadt.

## Vorbemerkung
Kuna von Zbraslav und Kunstadt war der jüngste Sohn des Olmützer Burggrafen Gerhard von Zbraslav (Gerhard ze Zbraslavi), dessen Herkunft nicht bekannt ist. Obwohl erst Kuno der Begründer des Adelsgeschlechts der Herren von Kunstadt war, wird das Prädikat „von Kunstadt“ meistens auch auf seinen Vater und seine Brüder angewandt. Die Stammlinie des ältesten Bruders Boček von Jaroslavice und Zbraslav erlosch 1312 mit dessen Enkel Smil von Obřany (Smil z Obřan). Der Familienzweig des zweitgeborenen Bruders Mikul (Mikulova linie) erreichte nur den Vladikenstand, sank in die Bedeutungslosigkeit ab und erlosch Mitte des 15. Jahrhunderts. Der drittgeborene Bruder Smil von Zbraslav und Střílky hinterließ keine Nachkommen. Alle weiteren Familienzweige der Herren von Kunstadt, einschließlich der Linie der Herren von Podiebrad, stammen von Kuna von Zbraslav und Kunstadt ab.

## Leben
Erstmals erwähnt wurde Kuna/Kuno im Jahre 1250, als er zusammen mit seinen Brüdern Boček und Smil ein Dokument des Markgrafen und späteren böhmischen Königs Ottokar II. Přemysl bezeugte, mit dem dieser dem Kloster Velehrad Privilegien gewährte. Im selben Jahr trat Kuna zusammen mit seinen Brüdern Boček und Smil auf einem ebenfalls markgräflichen Dokument als Zeuge auf, mit dem Ottokar II. Přemysl dem Kloster Rajhrad die Erträge der Ortschaft Kunovice bestätigte. Im Dezember 1251 verkaufte Kuna dem Olmützer Bischof Bruno von Schauenburg das Dorf Brumovice. Dieses hatte er 1246 vom König Wenzel als Entschädigung dafür erhalten, dass er mit seinem Bruder Boček und anderen Adligen unter Führung des Kärntner Herzogssohns Ulrich nach Österreich zog, um die vereinbarte Hochzeit von Wenzels Sohn Vladislav mit Gertrud von Babenberg zu erzwingen. Dabei erlitten sie bei Staats eine schwere Niederlage. Ulrich von Kärnten, Crha von Čeblovice sowie Kuna und sein Bruder Boček gerieten in österreichische Gefangenschaft.
Auch auf der königlichen Urkunde über die Gründung des Klosters Žďár, das 1252 von Kunas Bruder Boček gestiftet wurde, tritt Kuna als Zeuge auf. 1252 begleitete er zusammen mit den Brüdern Boček und Smil den Thronanwärter Ottokar II. Přemysl zu dessen Hochzeit mit Margarete von Babenberg nach Hainburg. Daraus kann geschlossen werden, dass sie zu dessen Hofstaat gehörten und eine gesellschaftlich herausragende Position bekleideten. Erstmals für das Jahr 1253 ist Kuna als Burggraf von Veveří belegt.
Im Juli 1254 war Kuna/Kuno zusammen mit seinen Brüdern Boček und Smil in Prag. Im Januar 1255 zogen sie sowie weitere böhmische und mährische Adlige, unter ihnen Bischof Bruno von Schauenburg, mit König Ottokar II. Přemysl zu einem Kreuzzug gegen die heidnischen Pruzzen ins Baltikum, um den Deutschen Ritterorden bei der Christianisierung des Gebiets zu unterstützen.
Im März 1262 bestätigten Kuna und Smil in Wien die königlichen Privilegien, die allen Juden der von Ottokar II. Přemysl beherrschten Gebiete gewährt wurden. Als Kämmerer von Olmütz ist Kuna erstmals für das Jahr 1267 belegt; dieses Amt bekleidete er weitere zehn Jahre. 1273 beteiligte er sich an Ottokar II. Přemysls Krieg gegen Ungarn. Nachdem der König 1276 auf alle von ihm erworbenen alpenländischen Gebiete verzichten musste und ihm nur noch Böhmen und Mähren blieben, ernannte er Ende 1277 den ihm treu ergebenen Kuna zum Burggrafen von Vranov. Wegen ihrer Grenzlage diente die Burg nun vor allem der Landesverteidigung. Es ist nicht bekannt, ob Kuna an der Schlacht auf dem Marchfeld beteiligt war, bei der König Ottokar II. Přemysl am 28. August 1278 den Tod fand. Bereits im Sommer 1279 befand sich Kuna zusammen mit Milota von Dědice, Wok von Krawarn, Beneš von Ùvalno (Cvilín) und Herbort von Füllstein bei der Königinwitwe Kunigunde auf der Burg Hradec, und erst dort verwendete er erstmals das Prädikat „von Kunstadt“. Im Oktober d. J. ist er als Burggraf von Hradec belegt. Dieses Amt bekleidete er nur kurze Zeit, da die Königinwitwe das Burggrafenamt schon bald ihrem Geliebten Zawisch von Falkenstein übertrug.
Am 16. Oktober 1282 nahm Kuna als Beisitzer an einer Verhandlung des Olmützer Landgerichts teil. Im November 1283 bezeugte er ein Privileg des im Mai d. J. aus der Gefangenschaft zurückgekehrten Königs Wenzel II. für das Kloster Porta Coeli in Tišnov. Letztmals erwähnt wurde Kuna im März 1295 in einen Dokument des Olmützer Bischofs Theoderich von Neuhaus, in dem er zusammen mit anderen mährischen Adligen, u. a. Milota von Dědice, Vítek und Hrabiš von Schwabenitz, Tas von Lomnitz, Albert und Zdeněk von Sternberg und Hartmann von Čeblovice auf Holstein aufgeführt ist. Im selben Jahr starb er im Alter von ungefähr 75 Jahren.